# Corviale
Corviale o Nuevo Corviale (también llamado “Il Serpentone” por su longitud) es un complejo residencial en la periferia suroeste de Roma. Por su extensión (el edificio principal mide casi un kilómetro) y por las difíciles condiciones de vida de sus habitantes, se convirtió en el barrio símbolo de la degradación de la periferia de Roma.
El gran conjunto residencial, donde viven cerca de 4.500 personas, está formado por tres edificios: el edificio principal llamado “la Stecca” (cartón de tabaco), con planta rectangular de 986 metros de largo, 9 plantas y 30 metros de altura; el segundo, paralelo al primero pero más bajo, con 3-5 plantas; y el último, orientado 45 grados con respeto a los otros dos.

## El proyecto
Propiedad de la ATER (Oficina Territorial de Edificaciones Residenciales de la Municipalidad de Roma, antes IACP, (Instituto Autónomo de
Casas Populares), el complejo fue diseñado en 1972 por un equipo de 23 arquitectos, coordinado por Mario Fiorentino y compuesto por profesionales consagrados como Federico Gorio, Piero Maria Lugli, Giulio Sterbini y Michele Valori, entre otros.
Según el proyecto original, Corviale debería haber sido un modelo de vivienda alternativo al desarrollo urbanístico de Roma iniciado en la década de 1960, cuya deriva había provocado la creación de barrios completamente desprovistos de servicios, llamados "barrios dormitorio". La idea innovadora fue cambiar sustancialmente el concepto de suburbio tal como se había entendido hasta el momento, proponiendo un nuevo modelo de urbanización que integraba espacios privados con actividades colectivas, residencias con servicios, rechazando la idea del barrio-dormitorio y favoreciendo la riqueza y la complejidad de funciones y relaciones propias de la ciudad histórica.
Compuesto por dos bloques de viviendas, el proyecto contaba con un total de 1.200 apartamentos completados con numerosos espacios colectivos. El aspecto más innovador consistió precisamente en la idea de hacer un edificio completamente autónomo, capaz de ofrecer sus servicios a toda la comunidad que lo habitara. De hecho, el proyecto incluía grandes espacios comunes: cuatro teatros al aire libre, oficinas distritales,  biblioteca, escuelas, desde la educación infantil hasta secundaria, servicios de salud, mercado, una sala de reuniones con quinientos asientos y un piso completo (el cuarto) dedicado exclusivamente a actividades comerciales y artesanales, todas con vistas al verde del Agro Romano. «El nuevo Corviale es una gran unidad residencial, un solo complejo de edificios que contiene y expresa la complejidad y riqueza de las relaciones típicas del ciudad», la definió el propio diseñador Fiorentino.

## La construcción
Los trabajos se otorgaron a una única empresa de construcción (la Salice II), que comenzó los trabajos en 1975, que avanzaron con retrasos constantes. En 1982 las obras se suspendieron por la quiebra empresa. Ese mismo año fallecería el arquitecto Mario Fiorentino sin poder ver la finalización del proyecto.
Las primeras viviendas se entregaron en octubre de 1982 y el complejo residencial se terminó en 1984.
Sin embargo, pocos meses después, comenzó una ocupación ilegal que alojó a cerca de 700 familias a lo largo de las décadas de los 80 y 90, sin que todavía se hubiesen construido los servicios previstos para la finalización del proyecto. En particular, el cuarto piso del bloque central, que debería haber sido destinado a los servicios, fue ocupado ilegalmente y los locales se utilizaron como viviendas, situación todavía vigente.

## Características
El complejo residencial está formado por tres edificios y forma parte del Municipio Roma XI:
- El principal, mide 986 metros de longitud y 37 metros de altura, con 9 plantas más la planta subterránea de aparcamientos. Está dividido en 5 zonas con galerías, patios y áreas comunes;
- Al oeste y paralelo al primero, se encuentra el segundo edificio, igual de largo que el primero pero de solo 9 metros. Está dividido en 5 lotes de 3 y 5 plantas y se conecta con el primero por 5 puentes colocados en los 5 ejes de acceso;
- El tercero, separado, se sitúa al este del edificio principal y está orientado a 45 grados de este. Mide 253,4 metros de longitud y entre 19 y 23 metros de altura según tenga 3 o 5 plantas .

En los patios, existe una fila de casas bajas de uno o dos pisos con vista a los patios y al campo trasero. 
El conjunto está construido íntegramente de hormigón armado y tiene 1200 apartamentos de diferentes dimensiones.
En el proyecto inicial el edificio estaba dividido en 6 zonas cada una con área común para realizar actividades colectivas.

## Nuevo proyecto
Tras muchos años de propuestas, entre las cuales se encontraba la demolición, (sugerida por ejemplo por Massimiliano Fuksas, el ATER y la región de Lacio presentaron un “plan de rehabilitación” articulado en dos intervenciones: la primera, llamada “Km Verde”, proyectado por la arquitecta Guendalina Salimei, que proponía reestructurar completamente el cuarto piso, con la demolición de lo que había y la reconstrucción de 103 nuevas viviendas en lugar de los servicios propuestos de Fiorentino, tareas iniciadas en 2019; la segunda intervención se basaba en el proyecto del concurso internacional “Rigenerare Corviale” de 2015, en el que resultó ganador el 3 de diciembre de 2015 el proyecto del equipo de arquitectos dirigido por Laura Peretti. El proyecto preveía un nuevo plan general  para el espacio público compartido, la realización de los servicios originalmente situados en el cuarto piso, el rediseño y la simplificación de la circulación vehicular y peatonal, así como una nueva permeabilidad entre ciudad y campo.
Del edificio acabarían por ser modificados los accesos, que pasarían de cinco a veintisiete, todos los cimientos, la zona de la fractura, que se convierte en una nueva plaza y punto de conexión entre las partes diferentes del espacio.

## Ocupación ilegal
La historia del Corviale se ha caracterizado por una gestión ineficiente, a la que se añadieron los problemas funcionales determinados por años de ocupación ilegal y por el total abandono por parte de las instituciones. Estas circunstancias llevaron en los años ochenta a que el barrio alcanzara unas condiciones de deterioro que lo convirtieron en el símbolo de la degradación de la periferia romana.
Aunque lentamente, los trabajos de finalización del proyecto continuaron: el bloque central, o eje de servicios, que se encuentra entre los dos bloques, fue finalizado y acoge oficinas de la municipalidad, un centro del área sanitaria (ASL Roma), el Grupo XV de los guardias de tráfico, y un centro cultural y artístico “Il Mitreo”. Asimismo, en los espacios del bloque central se establecieron un grupo de artesanos desalojados de sus tiendas en el centro histórico.

## Corviale en el Cine
- Sfrattato cerca casa equo canone, dirigido por  Pier Francesco Pingitore (1983)
- I predatori dell'anno Omega, dirigido por David Worth (1984)
- Dove siete? Io sono qui, dirigido por Liliana Cavani (1993)
- Il palazzo, dirigido por Katharina Copony - mediometraje (2006)
- Il silenzio del Corviale, dirigido por Marco Danieli - documental (2008)
- Et in terra pax, dirigido por Matteo Botrugno y Daniele Coluccini (2010)[13]
- Scusate se esisto!, dirigido por Riccardo Milani (2014)
- Zeta - Una storia hip-hop, dirigido por Cosimo Alemà (2016)
- American Assassin, dirigido por Michael Cuesta (2017)